# Knud Aage Nielsen

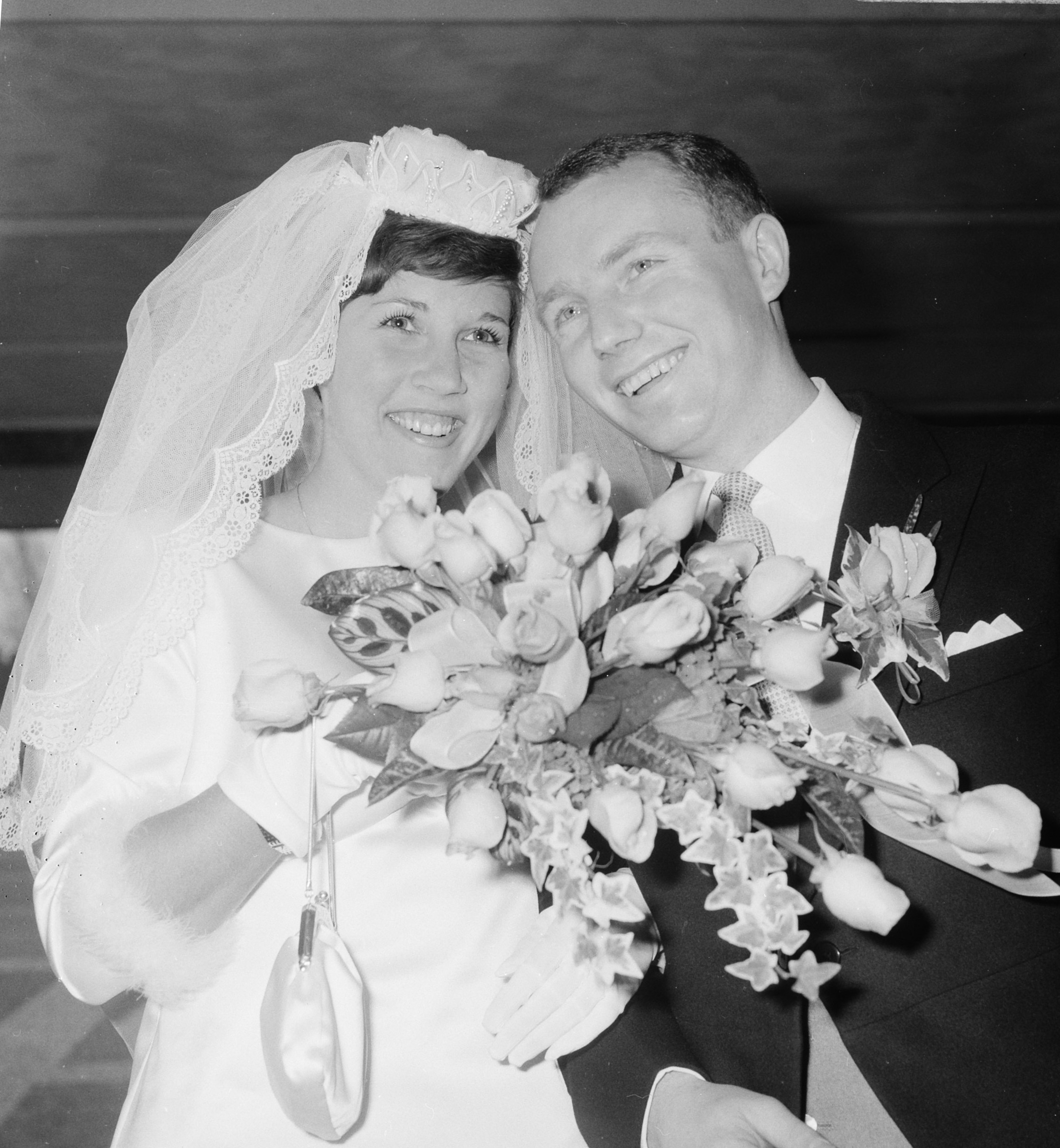
Knud Aage Nielsen und Imre Rietveld (1967)

Knud Aage Nielsen (* 1. März 1937) ist ein ehemaliger dänischer Badmintonspieler. Poul-Erik Nielsen war sein älterer Bruder.

## Karriere
Knud Aage Nielsen gewann 1958 die Norwegian International im Herreneinzel ebenso wie die Belgian International 1959. 1959 wurde er ebenfalls dänischer Meister und er siegte auch bei den Dutch Open. 1964 siegte er bei den All England. 1967 heiratete er Imre Rietveld.

## Sportliche Erfolge
| Saison | Veranstaltung                                    | Disziplin    | Platz | Name                              |
| ------ | ------------------------------------------------ | ------------ | ----- | --------------------------------- |
| 1958   | Norwegian International                          | Herreneinzel | 1     | Knud Aage Nielsen                 |
| 1959   | Dänemark: Einzelmeisterschaften                  | Herreneinzel | 1     | Knud Aage Nielsen                 |
| 1959   | Dutch Open                                       | Herreneinzel | 1     | Knud Aage Nielsen                 |
| 1959   | Belgian International                            | Herreneinzel | 1     | Knud Aage Nielsen                 |
| 1961   | Dutch Open                                       | Herrendoppel | 1     | Knud Aage Nielsen / Ole Mertz     |
| 1962   | DDR: Internationales Federballturnier in Tröbitz | Herrendoppel | 1     | Erland Kops / Knud Aage Nielsen   |
| 1962   | DDR: Internationales Federballturnier in Tröbitz | Herreneinzel | 2     | Knud Aage Nielsen                 |
| 1962   | Nordische Meisterschaften                        | Herreneinzel | 1     | Knud Aage Nielsen                 |
| 1963   | Dänemark: Einzelmeisterschaften                  | Herreneinzel | 2     | Knud Aage Nielsen                 |
| 1963   | Nordische Meisterschaften                        | Herrendoppel | 1     | Henning Borch / Knud Aage Nielsen |
| 1963   | Swedish Open                                     | Herrendoppel | 1     | Henning Borch / Knud Aage Nielsen |
| 1963   | Schweden: Internationale Meisterschaften         | Herreneinzel | 2     | Knud Aage Nielsen                 |
| 1963   | Nordische Meisterschaften                        | Herreneinzel | 1     | Knud Aage Nielsen                 |
| 1964   | Nordische Meisterschaften                        | Herrendoppel | 1     | Erland Kops / Knud Aage Nielsen   |
| 1964   | All England                                      | Herreneinzel | 1     | Knud Aage Nielsen                 |
| 1965   | Swedish Open                                     | Herrendoppel | 1     | Erland Kops / Knud Aage Nielsen   |
| 1966   | Dutch Open                                       | Herreneinzel | 1     | Knud Aage Nielsen                 |